# Contea di Dukes
La contea di Dukes, Dukes County in inglese, è una contea dello Stato del Massachusetts negli Stati Uniti d'America. La contea, nella parte meridionale dello Stato, ha come capoluogo Edgartown.
La popolazione al censimento del 2000 era di 14 987 abitanti, 15 974 secondo una stima del 2009..

## Geografia fisica
La contea è costituita da 11 isole poste nel sud-est dello Stato. L'isola maggiore è Martha's Vineyard che è separata dal Vineyard Sound dall'arcipelago delle isole Elizabeth poste a nord-ovest. A sud-ovest di Martha's Vineyard è posta l'isola disabitata di Noman's Land. Le isole che formano la contea sono:
- Martha's Vineyard
- Chappaquiddick Island
- Naushon Island
- Nashawena Island
- Pasque Island
- Cuttyhunk Island
- Penikese Island
- Gull Island
- Barlet Island
- Rock Island
- Uncatena Island
- Nonamesset Island
- Veckatimest Island
- Monohansett Island
- Cedar Island
- Bull Island
- Pine Island
- Weepecket Islands
- Nomans Land

La contea ha a nord-ovest un confine marittimo con la contea di Bristol, a nord con la contea di Plymouth, a nord-est con la contea di Barnstable ed a est è separata dal Muskeget Channel dalla contea di Nantucket. L'isola di Martha's Vineyard e Noman's Land si affacciano a sud sull'Oceano Atlantico.
Il capoluogo di contea è la cittadina di Edgartown posta sulla costa settentrionale di Martha's Vineyard.

## Storia
Gli abitanti nativi delle isole erano gli Wampanoag, che avevano diversi villaggi. La contea è stata istituita il 1º novembre 1683. L'isola di Nantucket ne è stata separata nel 1691 per dar vita alla contea omonima.

## Comuni
- Aquinnah - town
- Chilmark - town
- Edgartown - town
- Gosnold - town
- Oak Bluffs - town
- Tisbury - town
- West Tisbury - town

### Census-designated place
- Vineyard Haven - nel territorio di Tisbury